# 馬丁·巴特勒
馬丁·巴特勒（英語：Martin Butler，1960年—），古典音樂音樂家和作曲家。曾就讀於曼徹斯特大學和皇家北方音乐学院，1983年獲富布賴特獎進入美國普林斯頓大學，1985年藝術碩士畢業。
1988年獲孟德爾頌獎學金，在意大利佛羅倫斯Luciano Berio的工作室學習了數星期，1994年被授予皇家北方音樂學院院士銜頭。1998年至1999年在美國普林斯頓高級研究所擔當專任作曲家。現任萨塞克斯大学教授。